# سیمونا رینیری

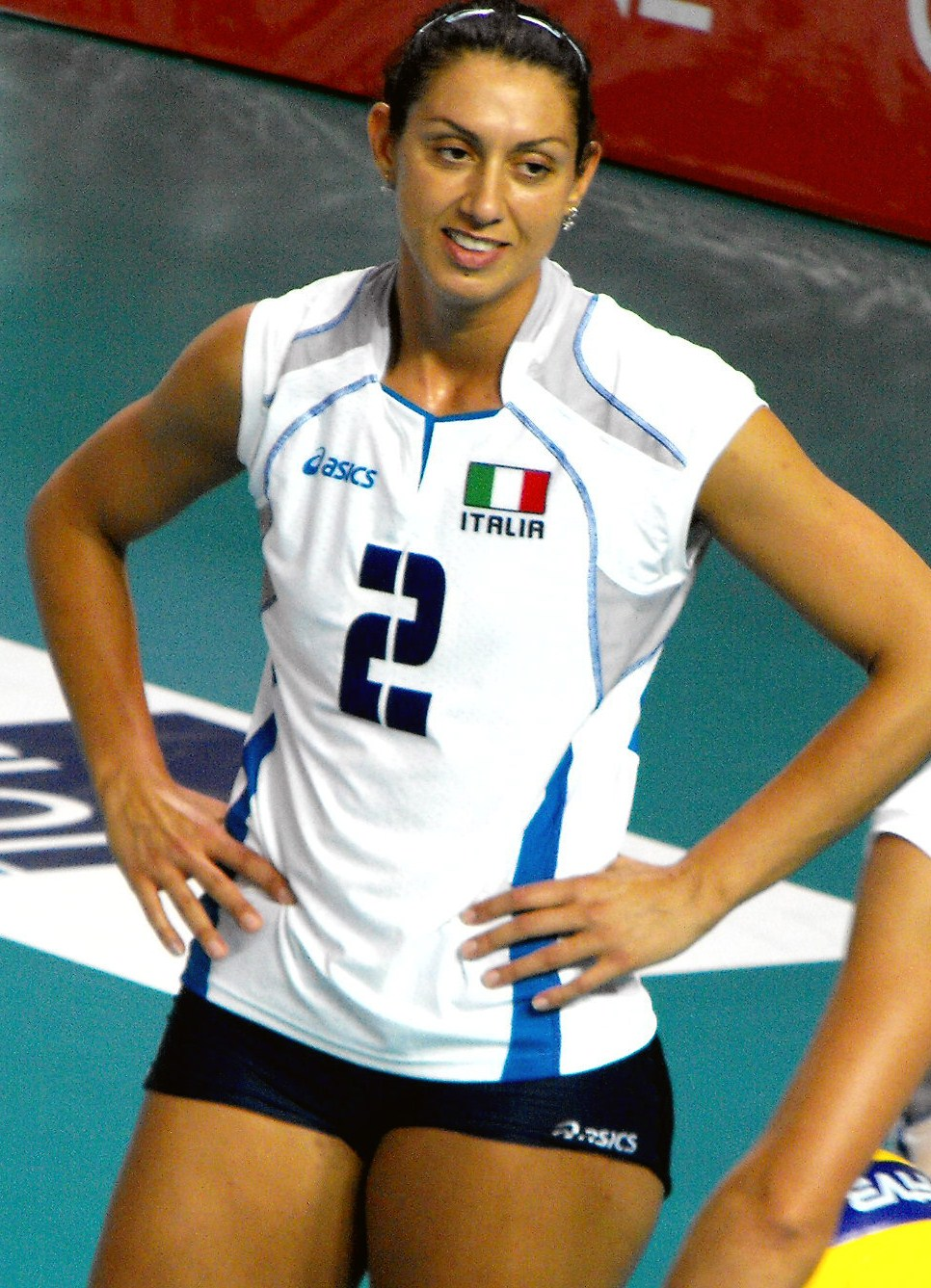
سیمونا رینیری - ۲۰۱۰

سیمونا رینیری (به ایتالیایی: Simona Rinieri) (متولد ۱ سپتامبر ۱۹۷۷ در راونا) بازیکن والیبال اهل ایتالیا که عضو سابق تیم ملی والیبال زنان ایتالیا بود. او برای ایتالیا در بازیهای المپیک تابستانی ۲۰۰۰ و ۲۰۰۴ به میدان رفته است و با ایتالیا به مدال طلا قهرمانی جهان ۲۰۰۲ رسید. او در سال ۲۰۰۶ با آنجل دنیس ازدواج کرد.